# Kameankî, Pidvolociîsk
Kameankî (în ucraineană Кам'янки) este localitatea de reședință a comunei Kameankî din raionul Pidvolociîsk, regiunea Ternopil, Ucraina.

## Demografie
Componența lingvistică a localității Kameankî
     Ucraineană (99,53%)
     Alte limbi (0,48%)
Conform recensământului din 2001, majoritatea populației localității Kameankî era vorbitoare de ucraineană (99,53%), existând în minoritate și vorbitori de alte limbi.